# Amblyomma helvolum
Amblyomma helvolum (лат.) — вид клещей рода Amblyomma из семейства Ixodidae. Азия: Шри-Ланка, Таиланд, Вьетнам, Лаос, Малайзия, Индонезия (Суматра, Ява, Калимантан, Сулавеси, Комодо, Флорес, Tanimbar, и другие небольшие острова), Филиппины, Никобарские острова, Тайвань и Хайнань. Основные хозяева пресмыкающиеся, главным образом, вараны и змеи. Вид был впервые описан в 1844 году немецким энтомологом и арахнологом Карлом Людвигом Кохом (Carl Ludwig Koch, 1788—1857).